# Hryhoryj Chomyšyn
Hryhoryj Chomyšyn (in ucraino Григорій Хомишин?) (Hadynkivci, 25 marzo 1867 – Kiev, 17 gennaio 1947) è stato un vescovo cattolico e beato ucraino, eparca di Ivano-Frankivs'k e vittima della persecuzione dei cristiani in URSS. Papa Giovanni Paolo II lo dichiarò martire e lo proclamò beato nel 2001.

## Biografia
Studiò teologia all'Università di Leopoli. Viene ordinato sacerdote nel 1893. Per breve tempo è vicario della cattedrale di Stanislavov, poi si reca a Vienna a perfezionare gli studi e ottiene il titolo di dottore in teologia. Nel 1899 ritorna in patria, insegna teologia in vari istituti, finché il metropolita Andrej Szeptycki lo designa rettore del seminario di Leopoli e nel 1904 lo consacra vescovo della diocesi di Stanislavov (oggi Arcieparchia di Ivano-Frankivs'k). Riserva particolare attenzione alla formazione del clero, favorisce la fondazione di scuole e biblioteche parrocchiali e promuove la stampa cattolica. Quando, durante la prima guerra mondiale, nel 1914, Szeptycki viene arrestato la direzione della Chiesa greco-cattolica ucraina viene affidata a Chomyšyn.
Durante la seconda guerra mondiale il vescovo interviene decisamente contro la persecuzione degli ebrei, invitando i fedeli a difenderli dai nazisti. Viene arrestato e imprigionato dai tedeschi, che in quel periodo occupavano la città.
I sovietici arrestano il vescovo per due volte. La prima nel 1939, ma dopo un'accurata perquisizione della sua abitazione lo rimandano a casa. Il secondo arresto avviene il 15 aprile 1945, quando furono arrestati quasi contemporaneamente tutti i vescovi greco-cattolici ucraini. Viene trasferito nel carcere di Kiev, dove morì il 17 gennaio 1947 (anche se alcune fonti indicano come data di morte il 28 dicembre 1945). Non si conosce il luogo della sepoltura.

## Culto
Beatificato il 27 giugno 2001, durante la visita di papa Giovanni Paolo II in Ucraina, assieme ad altri 24 greco-cattolici.

## Genealogia episcopale e successione apostolica
La genealogia episcopale è:
- Patriarca Geremia II Tranos
- Arcivescovo Michal Rahoza
- Arcivescovo Hipacy Pociej
- Arcivescovo Iosif Rucki
- Arcivescovo Antin Selava
- Arcivescovo Havryil Kolenda
- Arcivescovo Kyprian Žochovs'kyj
- Arcivescovo Lev Zaleski
- Arcivescovo Jurij Vynnyc'kyj
- Arcivescovo Luka Lev Kiszka
- Vescovo György Bizánczy
- Vescovo Inocențiu Micu-Klein, O.S.B.M.
- Vescovo Mihály Emánuel Olsavszky, O.S.B.M.
- Vescovo Vasilije Božičković, O.S.B.M.
- Vescovo Grigore Maior, O.S.B.M.
- Vescovo Ioan Bob
- Vescovo Samuel Vulcan
- Vescovo Ioan Lemeni
- Arcivescovo Spyrydon Lytvynovyč
- Arcivescovo Josyf Sembratowicz
- Cardinale Sylwester Sembratowicz
- Arcivescovo Julian Kuiłovskyi
- Arcivescovo Andrej Szeptycki, O.S.B.M.
- Vescovo Hryhoryj Chomyšyn

La successione apostolica è:
- Vescovo Mykola Čarnec'kyj, C.SS.R. (1931)
- Vescovo Grygory Balahurak, O.S.B.M. (1945)
- Vescovo Symeon Lukač (1945)
- Vescovo Ivan Slezjuk (1945)
- Vescovo Stepan Vaprovyč (1945)